# Cuvergnon
Cuvergnon [kyvɛʁɲɔ̃] ist eine französische Gemeinde mit 315 Einwohnern (Stand: 1. Januar 2022) im Département Oise in der Region Hauts-de-France (vor 2016: Picardie); sie gehört zum Arrondissement Senlis und zum Kanton Nanteuil-le-Haudouin. 

## Geographie
Die Gemeinde Cuvergnon liegt an der Grenze zum Département Aisne, etwa 48 Kilometer ostsüdöstlich von Senlis. Umgeben wird Cuvergnon von den Nachbargemeinden Coyolles und Ivors (Exklave) im Norden und Nordosten, Thury-en-Valois im Osten und Südosten, Antilly im Süden sowie Bargny im Westen.

## Bevölkerungsentwicklung
| Jahr                       | 1962 | 1968 | 1975 | 1982 | 1990 | 1999 | 2006 | 2014 | 2021 |
| -------------------------- | ---- | ---- | ---- | ---- | ---- | ---- | ---- | ---- | ---- |
| Einwohner                  | 229  | 206  | 201  | 221  | 279  | 317  | 314  | 294  | 304  |
| Quellen: Cassini und INSEE |      |      |      |      |      |      |      |      |      |

## Sehenswürdigkeiten
- Findling Pierre Saint-Vaast
- Kirche Saint-Vaast
- Mausoleum der Familie Lacorne
- Wasserturm

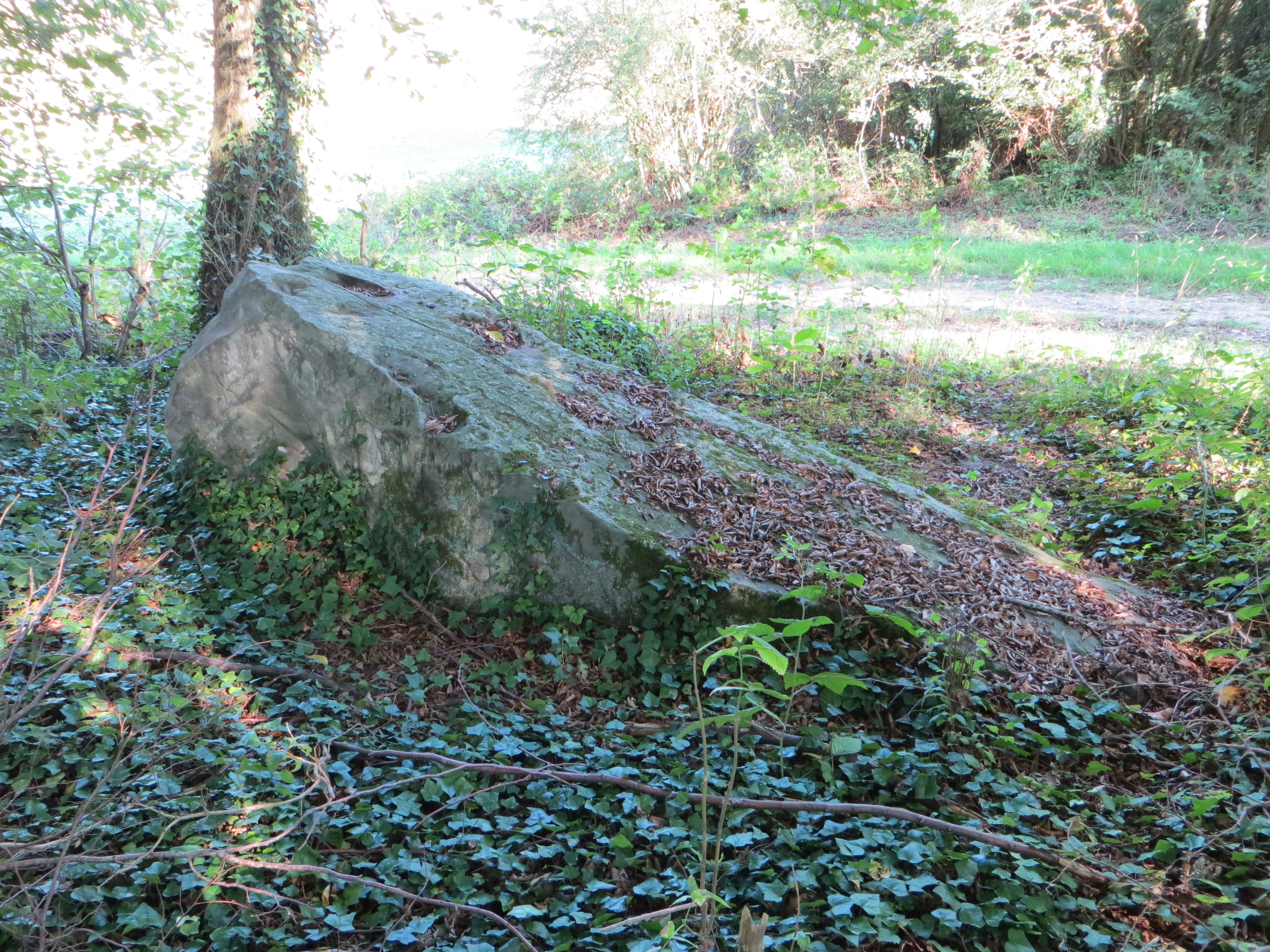
Findling
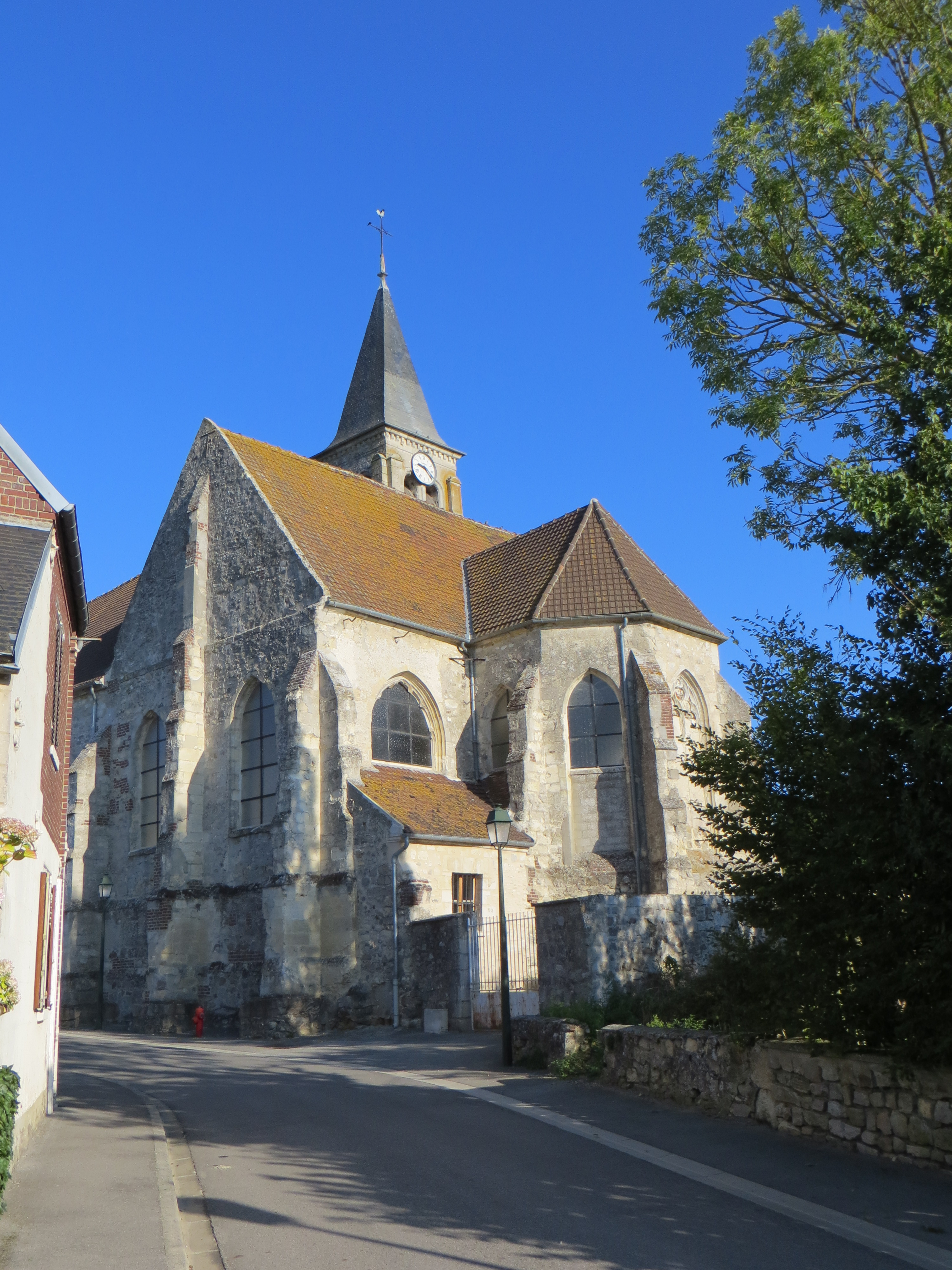
Kirche Saint-Vaast
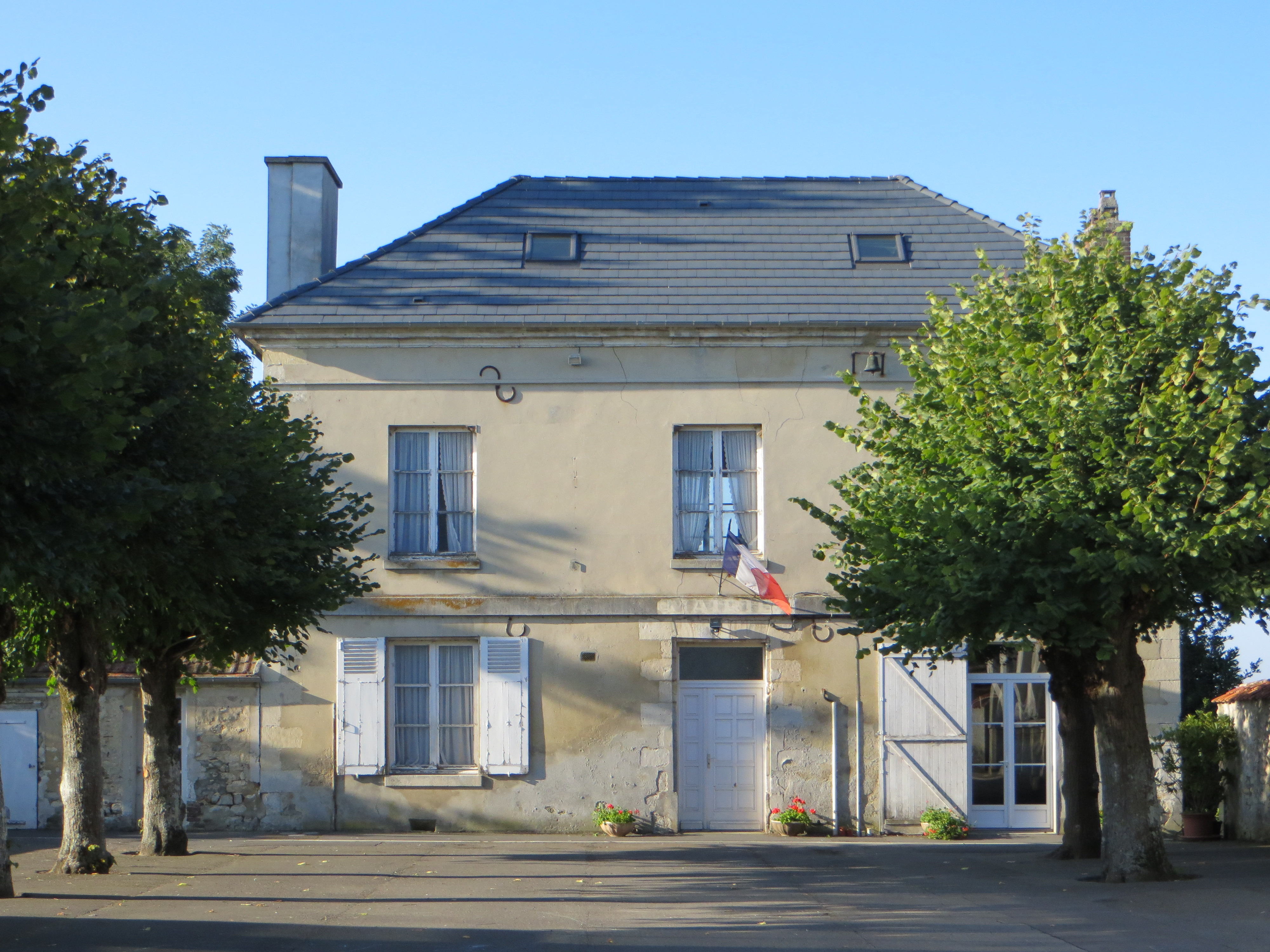
Rathaus (mairie)